# Henriette Rostrup
Henriette Rostrup (født 21. maj 1970 i København) er en dansk forfatter. Hun debuterede med novellesamlingen Afkom i 2007.
Henriette Rostrup er cand.mag. i moderne litteratur og litteraturformidling fra Københavns Universitet 1998. Siden slutningen af 1980'erne har hun boet, studeret og arbejdet flere forskellige steder i verden: København, Odense, Connecticut, Orleans, Boston og New York.
Efter i mange år at have arbejdet i den danske og internationale bogbranche, bl.a. som litterær agent i New York, begyndte hun i 2002 at arbejde freelance som oversætter af skønlitteratur.

### Serien –De fortabte[1]:
- Lad de små børn komme til mig, roman 2023, People's.
- Ind i Guds rige, roman 2024, People's.
- Det retfærdige blod, roman 2025, People's.

## Eksterne kilder og henvisninger
- Henriette Rostrups hjemmeside
- Henriette Rostrup på Forfatterweb.dk
- Litteratursiden